# Antherostele
Antherostele es un género con cuatro especies de plantas con flores perteneciente a la familia Rubiaceae. Es originario de las Filipinas.

## Especies
- Antherostele banahaensis
- Antherostele callophylla
- Antherostele grandistipula
- Antherostele luzoniensis